# Colombina vízibusz (Velence)
A velencei Colombina jelzésű vízibusz a San Zaccaria és Murano között közlekedik a Velencei karnevál idején. A viszonylatot az ACTV üzemelteti.

## Története
A járat évek óta ugyanazon a vonalon, a karnevál idején szolgálja ki az utazóközönséget. A járat rásegítő járatként közlekedik késő délelőttől délutánig.

## Megállóhelyei
| sz. | idő (perc) | megállóhely neve        | átszállási kapcsolatok                                                                       | látnivalók                                 |
| --- | ---------- | ----------------------- | -------------------------------------------------------------------------------------------- | ------------------------------------------ |
| 0   | 0          | San Zaccharia (Jolanda) | 1, 2, 4.1, 4.2, 5.1, 5.2, 14, 15, 20, N, Alilaguna B, Brighella, Carnevale all’Arsenale (CA) | Szent Márk tér, Dózse-palota, San Zaccaria |
| 1   | 28         | Murano Navagero         | 3, 4.1, 4.2, N-M                                                                             |                                            |
| 2   | 33         | Murano Faro             | 3, 4.1, 4.2, 12, 13, N-LN, N-M                                                               | Faro, Stazione Sperimentale del Vetro      |
| 3   | 36         | Murano Colonna          | 3, 4.1, 4.2, N-M, Alilaguna B                                                                |                                            |
| 4   | 58         | San Zaccharia (Jolanda) | 1, 2, 4.1, 4.2, 5.1, 5.2, 14, 15, 20, N, Alilaguna B, Brighella, Carnevale all’Arsenale (CA) | Szent Márk tér, Dózse-palota, San Zaccaria |

Megjegyzés: A dőlttel szedett járatszámok időszakos (karneváli) járatokat jelölnek.